# Sistema flexível de manufatura

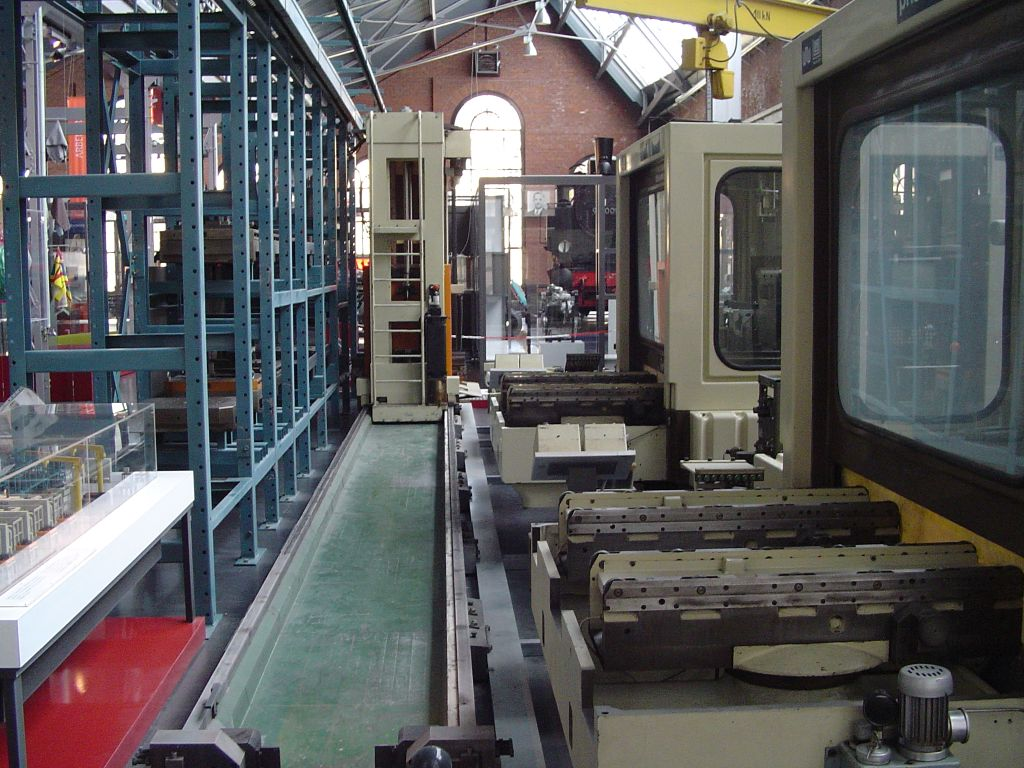
Imagem do sistema flexível de manufatura

Um sistema flexível de manufatura (flexible manufacturing system - FMS em Inglês) é um sistema de manufatura que possui certa flexibilidade para reagir a mudanças esperadas ou inesperadas no processo de fabricação. Esta flexibilidade é geralmente enquadrada em duas categorias, que ambas contém inúmeras categorias.
A primeira categoria, "machine flexibility" em inglês, se refere à habilidade do sistema de mudar para produzir novos produtos, e a habilidade de mudar a ordem de operações executadas. A segunda categoria é chamada "routing flexibility" que consiste na habilidade de usar múltiplas maquinas para fazer a mesma operação, também é a habilidade do sistema de absorver grandes mudanças seja no volume, capacidade ou capabilidade.
A maioria dos sistemas FMS são uma arvore de sistemas. As maquinas que são normalmente maquinas CNC são conectadas por um sistema de movimentação de material para otimizar o movimento da matéria prima e o controle do sistema é feito por um computador que equaliza o movimento do material e o andamento das operações das maquinas.
A principal vantagem do sistema FMS é a alta flexibilidade em administrar os recursos da manufatura como tempo e esforço para a manufatura de novos produtos. A melhor aplicação do FMS é na produção de pequenos lotes de produtos e não na produção em massa.
A atividade de negocio deve ser a interface do sistema de manufatura com o mundo exterior.